# Jaime Veloso
Jaime Sergio Veloso Jara, (Huépil, 6 de septiembre de 1963) es un político, académico e  ingeniero civil, Licenciado en Ciencias de la Ingeniería egresado de la Universidad de Concepción con distinción máxima, lo que le ha permitido ser docente en establecimientos de educación superior, tales como: INACAP y Virginio Gómez. Realizó tasaciones bancarias; además, fue Director de Obras de la Municipalidad de Los Ángeles. Es Alcalde de la comuna de Tucapel, obteniendo de manera consecutiva y en términos porcentuales la primera mayoría regional en las elecciones de 2021 y de 2024. En ambas ocasiones logró el 74 por ciento de los votos emitidos. Este último año fue la séptima mayoría nacional, en porcentajes de votos obtenidos.

## Vida personal
Nació en Huépil el 6 de septiembre de 1963, Es Hijo del empresario y agricultor Sergio Veloso González y de la exconcejala de Tucapel, Magaly Jara Hernández.
Sus estudios los realizó en el Liceo Alemán del Verbo Divino de la ciudad de Los Ángeles egresando en 1981. Estudió en la Facultad de Ingeniería de la Universidad de Concepción, donde obtuvo el grado de Licenciado en Ciencias de la Ingeniería y el título de Ingeniero Civil con distinción máxima el año 1988.
Contrajo matrimonio en Huépil, el año 2006, con su esposa, Daisy Baza Cava con quien tiene cinco hijos. Santiago Alfonso; Luciana Isabel; Esperanza Magdalena; Javiera Rosario y María Victoria.

## Carrera profesional
Ha ejercido como Director de Obras de la Municipalidad de Los Angeles en periodos no consecutivos (1989-2000) (2012-2016)
También ha sido docente en carreras de Ingeniería en Construcción del Instituto Virginio Gómez, sede Los Ángeles, (1989-2016) y de la Universidad Tecnológica Inacap, sede Los Ángeles.
Ha sido asesor en evaluación de proyectos y tasaciones a instituciones bancarias (1989-2016), consultor en proyectos ambientales de aeropuertos concesionados y consultor en cálculo estructural.

## Carrera política
La actividad política la comenzó en la Universidad, como dirigente del Centro de Alumnos de la carrera de Ingeniería Civil. Es militante del partido Renovación Nacional desde 1987. Fue candidato a diputado, por el ex distrito 47, en el año 1993. Ha sido alcalde de la comuna de Tucapel entre los años 2000 a 2012 y de 2016 a la fecha. Fue Presidente de la Asociación de Municipios Cordilleranos de la provincia de Biobío. Fue Presidente de la Asociación de Profesionales y Jueces de la Municipalidad de Los Ángeles (2013-2015)

## Gestión municipal en tucapel
Durante su gestión como Alcalde de Tucapel se llevaron a cabo proyectos que  permitieron: Pavimentar los pueblos de Huépil y Tucapel, además de la pavimentación en Trupán Alto, Polcura Centro y el sector El Huallal de esta misma localidad; Construcción de pozos profundos con panel solar en los sectores rurales. Pavimentación de la ruta entre Huépil y Polcura, además del camino Monteverde. Instalación de pasto natural, graderías e iluminación en cuatro estadios municipales. Remodelación de la plaza de Huépil y de Trupán. Construcción del nuevo edificio municipal. - Construcción del Centro Geriátrico y el CESFAM Tucapel. - Instalación de semáforos en Huépil y Tucapel. -En forma inédita inició, a nivel a nacional, la urbanización de asentamientos considerados rurales como Trupán y Polcura también logró la pavimentación de dos carreteras intraurbanas: Huépil-Trupán, Polcura y el camino Monteverde. A eso se suma el saneamiento sanitario, alcantarillado y pavimentación del pueblo de Tucapel.
Creó las delegaciones municipales en Tucapel, Trupán y Polcura.
Sin ser una obligación municipal, diseñó un programa habitacional denominado inversión social, el que consistió en transferir recursos municipales a las cuentas de ahorro para la vivienda de los postulantes permitiéndoles mejorar su postulación y logrando más rapidez en la obtención de los beneficios, siendo un tercio del tiempo que esperan comités de otras comunas por sus casas. Anexo, algunos comités han recibido terrenos municipales o se les han entregado fondos para que ellos compren terrenos. Esta estrategia ha permitido construir en Tucapel más viviendas sociales en comparación a otras comunas. Los más de 2.500 subsidios conseguidos han bajado notablemente la tasa de hacinamiento y con ello se ha logrado mejorar la calidad de vida de las familias.
En el área de esparcimiento diseñó un programa de salud mental y esparcimiento para mujeres jefas de hogar que se materializó en viajes de turismo financiados con fondos municipales. Ellas han ido a destinos como Dichato, Pucón, Puerto Varas, Chiloé, Angelmó, Bariloche (Argentina) y Punta Arenas, en avión. En cada experiencia vivida conocen emprendedoras locales y generan lazos entre ellas, lo que mejora la cohesión social.
Creo el programa de Seguridad denominado "Ciudadano Vigilante", mediante el cual instalaron 41 puntos de televigilancia, con 82 cámaras de alta resolución, que son revisadas en una central de monitoreo municipal y se postularán proyectos para instalar pórticos lectores de patentes de vehículos en los accesos a los cuatro pueblos de la comuna.
La aplicación de experiencias novedosas en materia ambiental y urbanística le han permitido obtener reconocimientos, premios y exponer en España.